# Alar Kukka
Alar Kukka (* 16. November 1986) ist ein ehemaliger estnischer Nordischer Kombinierer.

## Werdegang
Alar Kukka startete hauptsächlich an Wettbewerben im Continental Cup der Nordischen Kombination (bis zur Saison 2007/08 B-Weltcup). Er debütierte am 17. März 2007 bei zwei Wettbewerben in Kuusamo, wo er den 40. und 36. Platz belegte. In der Folge nahm er bis zu seinem letzten Start 2011 ausschließlich an weiteren Continental-Cup-Wettbewerben teil; eine Top-30-Platzierung konnte er jedoch nicht erreichen.
Bei den Estnischen Meisterschaften im Skispringen 2011 in Otepää gewann Kukka im Mannschaftswettbewerb zusammen mit Jaan Jüris und Karl-August Tiirmaa die Goldmedaille.